# أميت براكاش شارما
أميت براكاش شارما (بالإنجليزية: Amit Prakash Sharma)‏ هو أحيائي هندي، ولد في 12 أبريل 1968.